# Scapania apiculata
Scapania apiculata là một loài rêu tản trong họ Scapaniaceae. Loài này được Spruce miêu tả khoa học lần đầu tiên năm.